# A Palavra que Resta
A Palavra que Resta é um romance literário do escritor brasileiro Stênio Gardel. O romance narra a história de Raimundo Gaudêncio de Freitas, um homem homossexual analfabeto que aos 71 anos de idade decide aprender a ler e escrever. O autor narra pelo ponto de vista de Raimundo como seu romance com seu amor de juventude, Cícero, foi descoberto e brutalmente interrompido, e de seu desaparecimento posterior sem deixar pistas, exceto uma carta que ele não sabe ler. O livro recebeu o prêmio National Book Awards, na categoria de livros traduzidos.

## Enredo
O romance narra a trajetória de Raimundo, um homem de 71 anos que decide aprender a ler para descobrir o que diz uma carta deixada por seu amor da juventude, Cícero. Os dois viviam na juventude um romance às escondidas e quando as suas respectivas famílias descobriram, Cícero foi embora sem se despedir, deixando somente uma carta para Raimundo, que não sabia ler ou escrever. Mais de 50 anos depois da separação forçada, Raimundo é incentivado pela travesti Suzzanný a aprender a ler e desvendar o mistério da carta.
Proibido pelo pai de aprender a ler e escrever, Raimundo ajudava o pai na lida da roça da família. Cícero era amigo de Raimundo desde a infância, mas aos dezessete anos ambos começam um romance proibido pelas circunstâncias, que dura dois anos, até serem descobertos. A partir de então, diversos episódios de violência e homofobia são impetrados contra ambos, até que um dia eles se separam sem despedida, à exceção da carta misteriosa, que assombra o protagonista durante todo o livro e sua vida.
Raimundo foge de casa e constrói uma nova vida longe da roça e da família. Vive uma vida de receio do conteúdo da carta, ele passa cinquenta anos com o envelope no bolso, sem ter coragem de pedir a alguém que lhe lesse o conteúdo. Se torna uma pessoa violenta e autodestrutiva e vai aos poucos se libertando das amarras do passado e se reconstrói ao longo da narrativa.

## Prêmios
Desde sua publicação, o romance A Palavra que Resta concorreu e venceu alguns prêmios, entre eles:
- 2021 - Prêmio Jabuti na categoria Romance Literário (indicado)
- 2023 - National Book Award na categoria Livros traduzidos (vencedor)

## Adaptações
O livro será adaptado para as telas pela produtora Pródigo Filmes.